# Talharpa

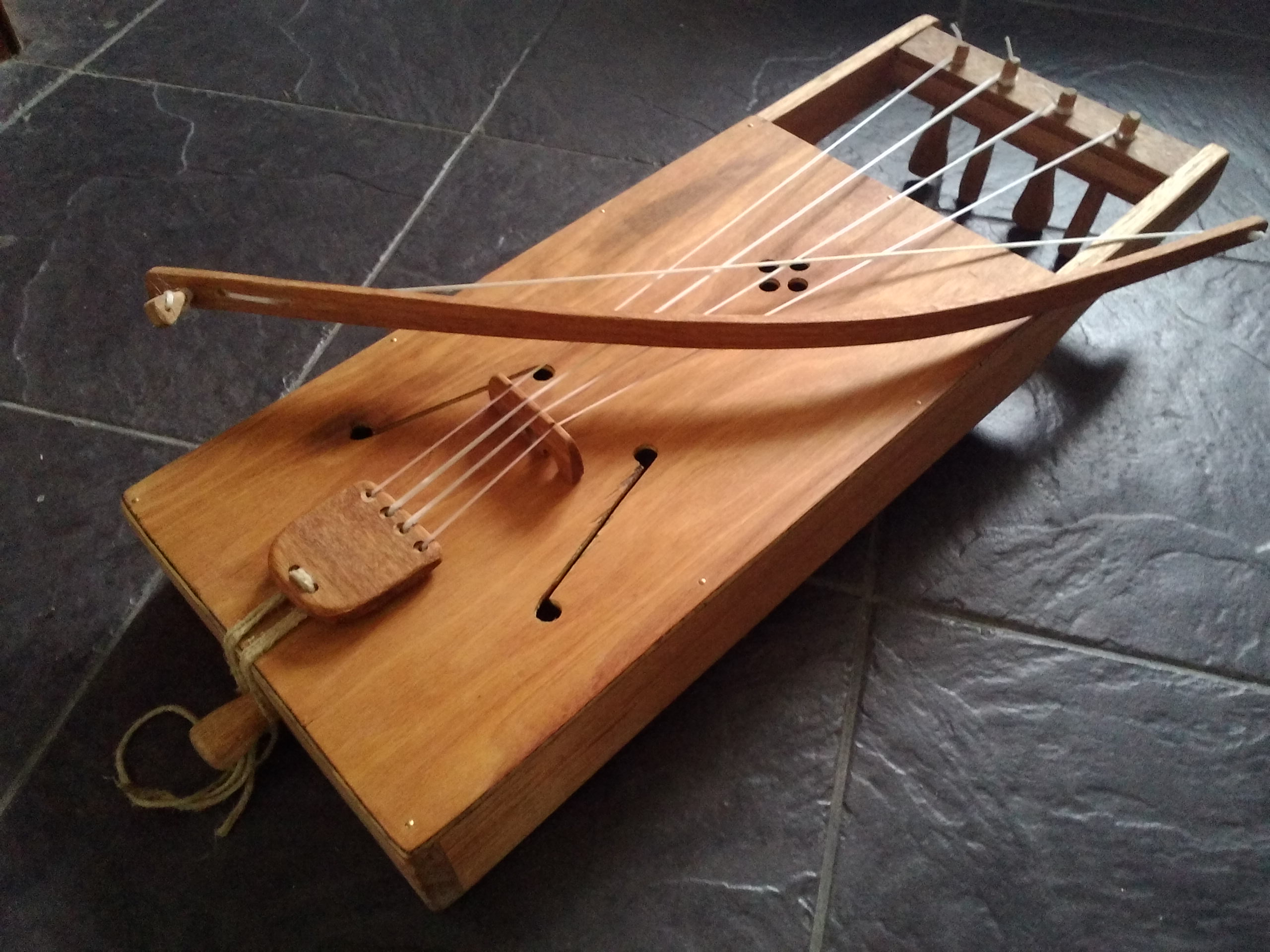
Talharpa, 2014

Talharpa, auch tagelharpa (schwedisch, „Pferdeschwanzhaar-Harfe“) oder stråkharpa („Streichharfe“), estnisch hiiu kannel, rootsi kannel („schwedische Kannel“), ist eine drei- bis viersaitige, mit dem Bogen gestrichene Leier, die bis Anfang des 20. Jahrhunderts in der Volksmusik der schwedischsprachigen Bevölkerung in Estland besonders auf der Insel Vormsi gespielt wurde. Die eng mit der jouhikko, die in der historischen Region Karelien im Osten von Finnland vorkommt, und mutmaßlich mit der crwth in Wales verwandte talharpa wird seit den 1970er Jahren in unterschiedlichen Formen wieder hergestellt. Die skandinavischen Streichleiern gelten als Weiterentwicklung älterer gezupfter Leiern und gehen nach unterschiedlichen Hypothesen auf Vorbilder in Westeuropa (crwth in Wales) oder im Osten (flügelförmiger husle-Typ im Siedlungsgebiet der Ostslawen) zurück.

## Herkunft und Verbreitung
Mittelalterliche nord- und nordosteuropäische Leiern sind wahrscheinliche Vorbilder für gezupfte baltische Psalterien wie die finnische kantele, die instrumentenkundlich zu den griffbrettlosen Kastenzithern gehören und in den skandinavischen Ländern und im Baltikum eine kulturell zusammengehörige Instrumentengruppe bilden. Bei einigen frühen Typen mit einem schlanken Korpus ist ein fließender Übergang zwischen einer Leier zu erkennen, deren Saiten über die Korpusdecke hinweg bis zu einem an zwei Stangen befestigten Joch führen, und einer Kastenzither, in deren Korpus sich eine ähnlich große Öffnung befindet, wie der von der Jochkonstruktion umschlossene Zwischenraum. Die Unterscheidung erfolgt nicht nach der Öffnungsgröße oder Korpusform, sondern anhand der Jochkonstruktion. Für die hypothetische Herkunft der talharpa sind die langgezogene Korpusform, die Spieltechnik beim Verkürzen der Saiten und die Einführung des Streichbogens bestimmende Kriterien.

### Korpus
Die baltischen Psalterien gelten sowohl als nationale Instrumente, als auch nach Bauform, Spielweise und Verwendung als kulturelles Erbe einer Region zwischen Skandinavien, Osteuropa und Russland mit bis in vorchristliche Zeit zurückreichenden Wurzeln. Zur Diskussion stehen drei Verbreitungstheorien der baltischen Psalterien: Gemäß der ersten Theorie an der Wende zum 20. Jahrhundert gelangten die Kastenzithern von den Byzantinern durch Vermittlung der Slawen zu den baltischen Völkern. Einer zweiten Theorie aus jener Zeit zufolge, die vor allem von finnischen Forschern geäußert wurde, sind die Kastenzithern ein sehr altes nationales Erbe Finnlands. Beiden Theorien fügte Curt Sachs (1916) seine „orientalische“ Herkunftshypothese hinzu, nach welcher die Zithern ins Baltikum und nach Russland im Mittelalter auf einer nicht näher angegebenen Route aus dem arabisch-persischen Raum gekommen seien. Von den drei unabhängig voneinander entwickelten Theorien bildete im Besonderen die von Sachs aufgestellte These einer weiten Verbreitung die Grundlage für spätere Überlegungen. In diesen Zusammenhang gehört auch die Annahme, die skandinavisch-baltische Kultur sei während der Vorherrschaft der Chasaren von der ukrainischen Kulturregion weiter südlich geprägt worden.
Für die alte Verwandtschaft der Psalterien und Leiern im Baltikum und in Russland sprechen archäologische Funde aus Nowgorod am Ilmensee, wo in das 11. Jahrhundert datierte schlanke Leiern und ähnlich geformte Zithern vom Ende des 14. Jahrhunderts ausgegraben wurden. Die in ostslawischen Sprachen als husle (russisch gusli) bezeichneten schlanken Kastenzithern besaßen schriftlichen Quellen zufolge im 12. Jahrhundert vermutlich zehn Saiten.

### Spieltechnik

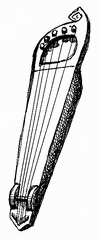
Krylovidnye gusli, schlanke flügelförmige Kastenzither mit einer Öffnung vom Typ der „Nowgorod-Leiern“.

Die Jochkonstruktion der „Nowgorod-Leiern“ des 11. und 12. Jahrhunderts mit einem Loch am oberen Korpusende erlaubte es dem Spieler, das auf seinem Oberschenkel aufgestützte und schräg nach oben ragende Instrument mit der linken Hand zu halten und zugleich mit den Fingern dieser Hand die Saiten von unten zu dämpfen, während er sie mit der rechten Hand zupfte. Durch die begrenzte Spannweite der Hand waren diese Leiern mit maximal acht Saiten ausgestattet. Ilya Tëmkin (2004) zeichnet eine hypothetische Entwicklungslinie der slawischen Zithern, die er bei einer in das 6. Jahrhundert datierten rotta in Westeuropa (rote in England), einer der crwth ähnlichen Streichleier, beginnen lässt.
Eine formale Beziehung besteht zwischen den Nowgorod-Leiern und den harpa genannten Leiern der germanischen Stämme im nördlichen Europa, die in englischen und deutschen Manuskripten vom 7. bis zum 10. Jahrhundert abgebildet sind. Eine Darstellung um 600 zeigt eine schmale, sechssaitige Leier mit einer großen Öffnung. Eine etwas kleinere Öffnung besaß eine in Nerewski bei Nowgorod ausgegrabene, 85 Zentimeter lange gusli, die neun Saiten besaß und in die Mitte des 13. Jahrhunderts datiert wird. Ein reliefierter Wasservogelkopf in der Nähe der Stimmwirbel wird als finnisches Motiv gedeutet – mit Verweis auf einen kosmogonischen Mythos der Finno-Ugrier, wonach ein Wasservogel die Erde mit Schlamm vom Meeresgrund aufbaute. Da die äußeren Saiten nicht durch die Öffnung von hinten abgegriffen werden konnten, müssen diese als Bordunsaiten leer gezupft worden sein. Neben den archäologischen Leierfunden in Russland gibt es östlich des Ural eine nars-yukh (nares-jux, „Musik-Holz“) genannte Leier mit einem langrechteckigen Korpus bei den Ugrisch sprechenden Chanten und Mansen. Diese vielleicht einzige noch existierende asiatische Leier erwähnt Curt Sachs (1930) im Zusammenhang mit den skandinavischen Streichleiern, ist sich aber im Unklaren über die Verbindung.
Die senkrechte oder leicht schräg zur linken Seite geneigte Spielhaltung der talharpa, bei der die Saiten mit der linken Hand durch die Öffnung von hinten verkürzt werden, wird auch im angelsächsischen Vespasian-Psalter, einer Bilderhandschrift aus dem 8. Jahrhundert dargestellt. Das Instrument hat wie die germanischen Leiern einen langrechteckigen Korpus mit gerundeten Ecken und ist mit sechs Saiten bespannt. Dieselbe Spielweise ist von den auf antiken griechischen Vasen gemalten Leiern überliefert.
Zu einer gewissen Zeit ging die senkrechte Spielposition und Grifftechnik von unten durch die Öffnung bei den baltischen Leiern – wohl mit Zwischenstufen, wie einige Abbildungen in Manuskripten vermuten lassen – in die liegende Spielhaltung der Psalterien über, bei deren Zupftechnik von oben auf die Öffnung verzichtet werden kann. Den Übergang illustrieren angelsächsische Manuskripte aus dem 11./12. Jahrhundert, die einen Spieler zeigen, der laut Ain Haas (2001) offenbar mit den Fingern über das Joch hinweg die Saiten von oben dämpft, während sich der Handballen an der Unterseite befindet. Im Winchcombe-Psalter (datiert 1025–1050) sind eine dreisaitige gezupfte Leier und eine viersaitige gestrichene Leier in derselben Spielposition abgebildet. Es ist jedoch nicht auszuschließen, wie Miles/Evans (2001) einschränken, dass beide Instrumente mit der linken Hand nur am Joch gehalten wurden, ohne in die Saiten zu greifen. Die vier in der Mitte verlaufenden Saiten der Streichleier könnten auf ein darunter angebrachtes Griffbrett hindeuten. Ein mittiger Hals ist auch bei einer viersaitigen Leier im Durham-Manuskript vom Anfang des 12. Jahrhunderts zu vermuten, bei der jedoch nicht erkennbar ist, ob sie gezupft oder gestrichen wurde. Die erwähnte neunsaitige Nowgorod-Leier aus dem 13. Jahrhundert, deren Saiten durch die kleine Öffnung nur noch teilweise von unten zu erreichen waren, stellt ebenfalls eine solche Übergangsphase dar, als deren Resultat in Estland die kannel entstand.
Als sich um die Mitte des 19. Jahrhunderts unter russischer Herrschaft ein estnisches Nationalbewusstsein zu entwickeln begann, mussten passende Nationalsymbole gefunden werden. Eines dieser eingeführten Symbole ist der legendäre Weise Vanemuine, der eine kannel spielend dargestellt wird, während er den Menschen von den Wohlklängen der Musik kündet. Die Erzählung zeigt eine gewisse Ähnlichkeit mit der Rolle des Orpheus in der griechischen Mythologie. Zeitgenössische Abbildungen zeigen Vanemuine nach antikem Vorbild in eine lange wallende Robe gekleidet, wie er eine Leier senkrecht in den Händen hält. Offenbar störte nicht, dass diese Spielhaltung eher den alten russischen Leiern und der bis heute verwendeten schwedischen talharpa entspricht, während das estnische Psalterium kannel waagrecht auf dem Tisch oder auf den Knien liegend mit beiden Händen von oben gezupft wird.

### Streichbogen

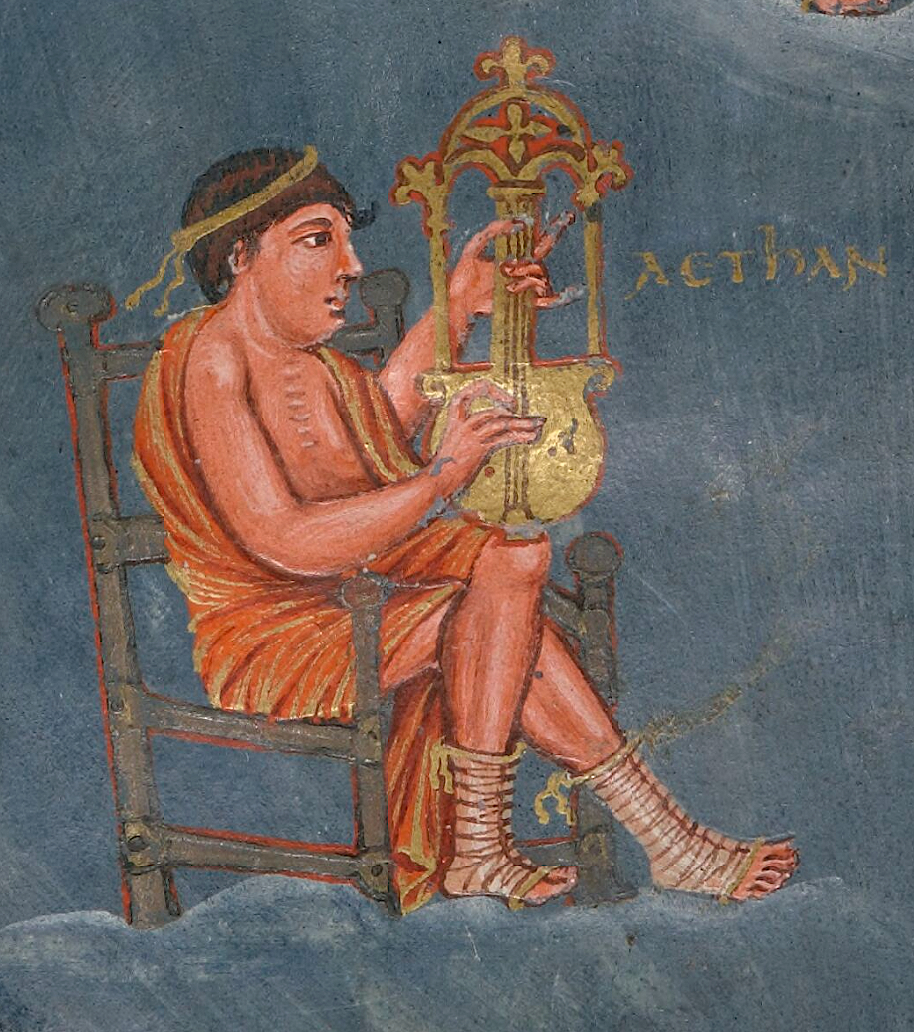
Rotta, eine Griffbrettleier. Älteste Abbildung einer europäischen Leier mit Griffbrett in der 845/846 angefertigten Vivian-Bibel. Im 9. Jahrhundert wurde dieser Leiertyp noch gezupft, ab dem 11. Jahrhundert gestrichen.

Das Streichinstrumentenspiel entstand arabischen und chinesischen Quellen zufolge in Zentralasien. Vermutlich wurden erstmals um das 6. Jahrhundert in Sogdien Saiten an Lauteninstrumenten mit Reibestäben gestrichen. Aus dem 8. Jahrhundert stammt die wohl älteste chinesische Quelle über die mit einem Stab gestrichene Röhrenzither yazheng. Einen mit Pferdehaar bespannten Streichbogen zum Spiel einer Langhalslaute mit dem arabischen Namen rabāb beschrieben im 10./11. Jahrhundert die islamischen Gelehrten al-Fārābī (um 872–950) und Ibn Sīnā (um 980–1037), die in den Regionen Choresmien und Sogdien wirkten. Die ein- bis zweisaitige rabāb war damals in Zentralasien als tunbūr und qobuz bekannt. Im Palast von Hulbuk im südlichen Tadschikistan fand sich eine spätestens im 10. Jahrhundert entstandene Wandmalerei, die zwei Frauen zeigt; eine davon streicht eine Langhalslaute mit einem Bogen. Von ihrem wahrscheinlichen Ausgangspunkt Zentralasien gelangten die Streichlauten im Verlauf des 10. Jahrhunderts mit der islamischen Expansion bis nach Spanien, wo sie auf Miniaturen in zwei mozarabischen Handschriften aus den 970er Jahren erscheinen. Um die Wende zum 2. Jahrtausend wurden Streichlauten besonders häufig in byzantinischen Handschriften abgebildet. Al-Andalus und Byzanz waren die Ausgangspunkte für die rasche Verbreitung des Streichbogens im 11. Jahrhundert über ganz Westeuropa.

### Baltische Streichleiern
Die mittelalterlichen Rundbodenleiern (Schalenleiern) galten als deutsche Instrumente und wurden cythara teutonica genannt, wie es in einem vom Musikhistoriker Martin Gerbert (1774) überlieferten Manuskript aus dem 12. Jahrhundert heißt. Verwandt mit den cythara teutonica und den ab dem 7. Jahrhundert nachweisbaren angelsächsischen Leiern ist ein norwegischer Leiertyp, von dem ein Exemplar frühestens aus dem 14. Jahrhundert mit einem gerundeten Korpus, annähernd parallelen Seitenarmen und einem geraden Joch gefunden wurde. Ein anderer spätmittelalterlicher Leiertyp mit einem kreisrunden Korpus und schrägen Armen ist auf drei norwegischen Holzreliefs und einem Taufstein zu sehen, die von der Gunnarsage (Thidrekssaga) handeln. Bei diesem Leiertyp führten die Arme in der Mitte zu einer Art Krone zusammen, die den Instrumenten einen ehrwürdigen Charakter verliehen.
Aus diesen in senkrechter Position gezupften Leiern entwickelten sich die Streichleiern. Die walisische crwth ist im Wesentlichen eine Rundbodenleier, an der in der Mitte ein Griffbrett ergänzt wurde, um die Saiten wie bei einer Halslaute mit den Fingern zu verkürzen. Im 9. Jahrhundert wurden Leiern vom Typ der crwth noch gezupft und hätten mit ihrem flachen Steg kaum gestrichen werden können. Mit der Verbreitung des Streichbogens im 11. Jahrhundert begann man nun solche, Althochdeutsch als rotta bekannte Leiern und versuchsweise zahlreiche weitere Saiteninstrumente mit dem Bogen zu streichen. Unklar ist, ob das mittige Griffbrett der crwth zusammen mit der Einführung des Streichbogens neu hinzukam oder von gezupften Leiern übernommen wurde, die aus zwei Bibelillustrationen aus dem 9. Jahrhundert bekannt sind. Streichleiern ohne Griffbrett verbreiteten sich nach dem 11. Jahrhundert vor allem nach Skandinavien und nach Estland bis zur finnisch-russischen Grenze in der Region nördlich des Ladogasees. Neben anderen Formen kommt im Norden hauptsächlich der talharpa-Typus mit einem rechteckigen Korpuskasten vor. Im walisischen Havod-Manuskript von 1605–1610 findet sich die ungewöhnliche Zeichnung einer dreisaitigen crwth ohne Griffbrett, die abgesehen von einem breiteren Korpus der talharpa-Form am nächsten kommt. Otto Andersson (1923) stellte die crwth in eine Verbindung mit der talharpa. Er propagierte eine Ausbreitungsroute der Streichleier, die von den Kelten auf den Britischen Inseln mit den Wikingern nordwärts bis zu den Shetland-Inseln, nach Skandinavien und bis zu den Finnen im Baltikum führt. Dass die Streichleiern in Skandinavien unterschiedliche Formen angenommen haben, belegen die Namen rootsi kannel, harpa und talharpa in Estland sowie harppu in Karelien (Finnland). Andersson erwähnte als zweite, weniger wahrscheinliche Möglichkeit auch die umgekehrte Richtung ausgehend von einem skandinavischen Ursprung, wobei für ihn die historisch-kulturellen Beziehungen Skandinaviens im Mittelpunkt des Interesses standen. Der finnische Musikwissenschaftler Armas Väisänen (1923) bezweifelte die westliche Herkunft der talharpa und auch ihre Verbindung mit der kannel.

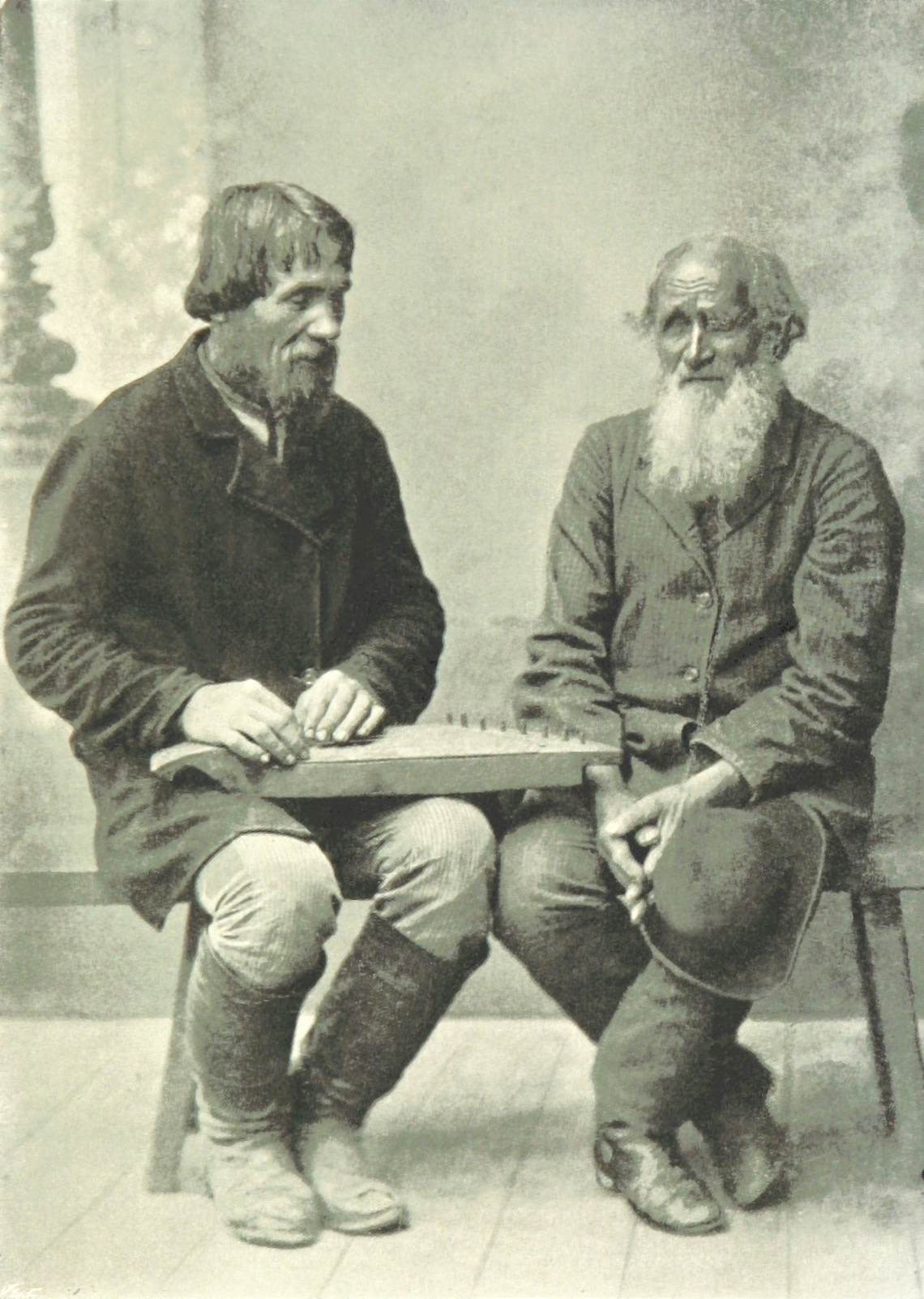
Die estnische Kastenzither kannel wird mit beiden Händen gezupft. Foto von 1897.

In seiner postum 1970 veröffentlichten Schrift relativierte Andersson seine früheren Positionen etwas und schloss andere Ansichten zugunsten eines östlichen oder südlichen Ursprungs der skandinavischen Streichleiern nicht mehr völlig aus. Der schwedische Musikhistoriker Tobias Norlind, der sich in den 1920er und 1930er Jahren wie Väisänen mit der Verbreitung der kantele beschäftigte, hob die im Vergleich zum Westen zahlreicheren Anknüpfungspunkte der skandinavischen Psalterien nach Osten (zur russischen gusli) hervor und hielt die Streichleiern für originär skandinavisch. In seiner Besprechung von Anderssons The Bowed Harp (1930) kritisierte Francis Galpin die konstruierte Verbindung von den frühmittelalterlichen Britischen Inseln nach Skandinavien, weil bis zur Skulptur in der Trondheimer Kathedrale keinerlei verwertbare skandinavische Quellen vorhanden seien. Die in den mittelalterlichen Sagen, etwa der in der Sammlung Flateyjarbók enthaltenen Óláfs saga Tryggvasonar über den norwegischen König Olav I. Tryggvason des 10. Jahrhunderts, erwähnten Saiteninstrumente lassen sich nicht einer bestimmten Form und Spielweise zuordnen. Für Galpin war ein südlicher Einfluss auf Skandinavien durch deutsche und französische Mönchsorden, die mit italienischen Orden in Verbindung standen, zwischen dem 9. und 11. Jahrhundert naheliegender. Da die Skulptur in der Kathedrale von Trondheim ein Instrument der Kirchenmusik darstellt, verweist Andersson auf den walisischen Adligen Giraldus Cambrensis, der um 1190 von Bischöfen und Äbten erzählt, die umherzogen und auf einer Harfe spielend missionierten.
Eine fragmentarisch erhaltene und interpretationsbedürftige Wandmalerei in der Mitte des 13. Jahrhunderts erbauten norwegischen Stabkirche Røldal zeigt mehrere stehende Figuren, die offenbar zu einer Musikszene gehören. Ein Spieler hält eine fünfsaitige Rundleier, von der nur die obere Hälfte mit den durch Punkte angedeuteten Wirbeln zu sehen ist. Ein Querstrich über dem Instrument stellt möglicherweise einen Bogen dar. Bei der gegenüber anderen mittelalterlichen Darstellungen ungewöhnlich schlichten Form könnte es sich um eine in der Volksmusik der einfachen Leute gespielte Leier mit birnenförmigem Korpus handeln, wie sie auch in Zentraleuropa vorkam.
In Estland, wo es bereits eine alte Tradition des gezupften Psalteriums kannel gab, beschränkte sich die Verbreitung der talharpa auf das von den Schweden im 13. Jahrhundert eroberte Gebiet im Westen und die der dortigen Küste vorgelagerten Inseln, besonders auf die Insel Vormsi. Zur Verwendung als Streichinstrument mussten die Psalterien nur unwesentlich verändert werden. Bei der talharpa blieben die Öffnung und die Grifftechnik der linken Hand von der Unterseite erhalten, und die geringe Zahl von vier Saiten bei manchen baltischen Leiern eignete sich ebenfalls gut für den Streichbogen. Lediglich der Steg musste gerundet werden, falls mit dem Bogen die Saiten einzeln gestrichen werden sollten.
Als Reaktion auf die Missionstätigkeit der Russisch-Orthodoxen Kirche sandte ab 1873 die Evangeliska Fosterlands-Stiftelsen („Evangelikale Heimatland-Gesellschaft“) schwedische Missionare zu den Estlandschweden, die eine charismatische Bewegung ins Leben riefen. Die religiöse Erweckungsbewegung nahm in den 1870er Jahren derart extreme Züge an, dass die Dorfgaststätten der Insel durch Gebetshäuser ersetzt, die traditionelle Kultur weitgehend verdrängt und die Streichleiern als ein Werk des Teufels eingesammelt, nach Hullo gebracht und dort in einem großen Feuer verbrannt wurden. Die wenigen verbliebenen Leierspieler retteten die Tradition bis ins 20. Jahrhundert hinein, sodass Otto Andersson bei seiner ersten Forschungsreise auf die Insel Vormsi 1903–1904 immerhin 30 Melodien für talharpa transkribieren konnte. Anfang des 20. Jahrhunderts gab es auf Vormsi so gut wie keine kulturellen Aktivitäten abseits von den Angeboten der christlichen Sekten. Diese verboten Frauen Tanzveranstaltungen und alle sonstigen Vergnügungen des Alltags. Getanzt werden durfte nur noch bei Hochzeiten.

## Forschungsgeschichte

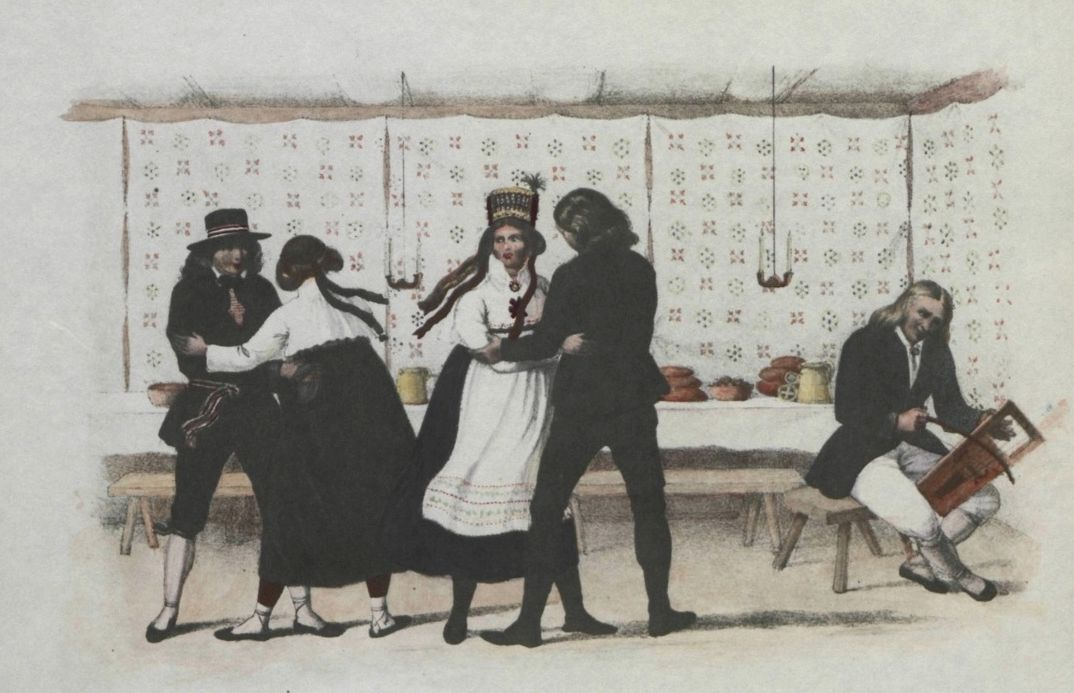
Estnische Tanzszene mit Streichleier des Genremalers Ernst Hermann Schlichting, 1854.

Eine für die Diskussion um die Herkunft der talharpa bedeutende Steinskulptur im Oktogon des Chors der Kathedrale von Trondheim, dem Nidarosdom, wurde von Otto Andersson (1923) und anderen Musikwissenschaftlern zunächst in das 12. Jahrhundert datiert. Genauere Untersuchungen bei Restaurierungsarbeiten in den 1960er Jahren ergaben für die Skulptur, die einen Musiker mit einer viersaitigen Streichleier darstellt, eine Entstehungszeit im zweiten Viertel des 14. Jahrhunderts. Der Chor wurde bei einem Brand 1328 schwer beschädigt und danach in einem englischen Stil wiederaufgebaut. Damit ist die Skulptur immer noch der früheste eindeutige Nachweis für Streichleiern in Skandinavien, während gezupfte Leiern durch zwei Funde von flachen Stegen des 8. und 9. Jahrhunderts (aus Bernstein, Fundort Broa bei Halla auf der Insel Gotland; aus Geweih, Fundort Birka, Schweden) schon seit einem halben Jahrhundert zuvor als belegt gelten. Lediglich ein weiterer Steg aus Kiefernholz, der 1988 in der mittelalterlichen Ausgrabungsstätte Oslogate 6 in Oslo gefunden wurde und in das zweite Viertel des 13. Jahrhunderts datiert wird, scheint wegen seiner gerundeten Oberseite, an der fünf Kerben erkennbar sind, zu einem fünfsaitigen Streichinstrument gehört zu haben. Der erste Forscher, der die Skulptur 1904 beschrieb und abbildete, war der norwegische Archäologe Harry Fett. Er war sich über die Klassifizierung des ungewöhnlichen Instruments noch völlig im Unklaren, während die dänische Musikhistorikerin Hortense Panum (1905) angesichts des verdeckten oberen Korpusendes annahm, dass die Saiten nur leer und wegen der Bogenhaltung nur alle zugleich gestrichen worden sein konnten. Der norwegische Komponist Erik Eggen erkannte 1923 den Instrumententyp, den er mit der isländischen Kastenzither fiðla in Beziehung setzte, deren zwei Saiten mit einem Bogen gestrichen wurden. Die schließlich akzeptierte Einschätzung, dass es sich bei der Skulptur typologisch um eine der in Estland, Schweden und Finnland gespielten Streichleiern handelt, bei der die linke Hand durch eine – an der Skulptur nicht erkennbare – Öffnung von unten in die Saiten greift, gelang Otto Andersson in seiner Dissertation von 1923.
Die Abbildung einer estnischen Streichleier erschien 1854 in einem Bilderbuch des Malers Ernst Hermann Schlichting, Trachten der Schweden an den Küsten Ehstlands und auf Runö. Den Namen tallharpa erwähnte erstmals der estnische Historiker Karl Friedrich Wilhelm Rußwurm in seiner ethnographischen Untersuchung über die Schweden in Estland, Eibofolke oder die Schweden an der Küste Esthlands und auf Runö, von 1855. Otto Andersson gab dem Instrument, das er zuerst 1904 in einem in Stockholm gehaltenen Vortrag über eine Reise zu den schwedischen Siedlungsgebieten in Estland erwähnte, den Namen stråkharpa (schwedisch, „Streichharfe“). Um diese Zeit war die talharpa schon beinahe in Vergessenheit geraten. International brachte Andersson das von seiner Form und Spielweise praktisch unbekannte Instrument 1909 mit dem Vortrag Altnordische Streichinstrumente beim II. Kongress der Internationalen Musikgesellschaft – Haydn-Zentenarfeier in Wien der Fachwelt nahe. Anderssons Dissertation zur talharpa wurde 1923 auf Schwedisch (Stråkharpan: en studie i nordisk instrumenthistoria) und 1930 auf Englisch (The Bowed Harp. A Study in the History of Early Musical Instruments) veröffentlicht. Weitere Forscher diskutierten im Verlauf des 20. Jahrhunderts teils kontrovers die Herkunft und Verbindung slawischer, baltischer und skandinavischer Kastenzithern und Leiern.

## Etymologie

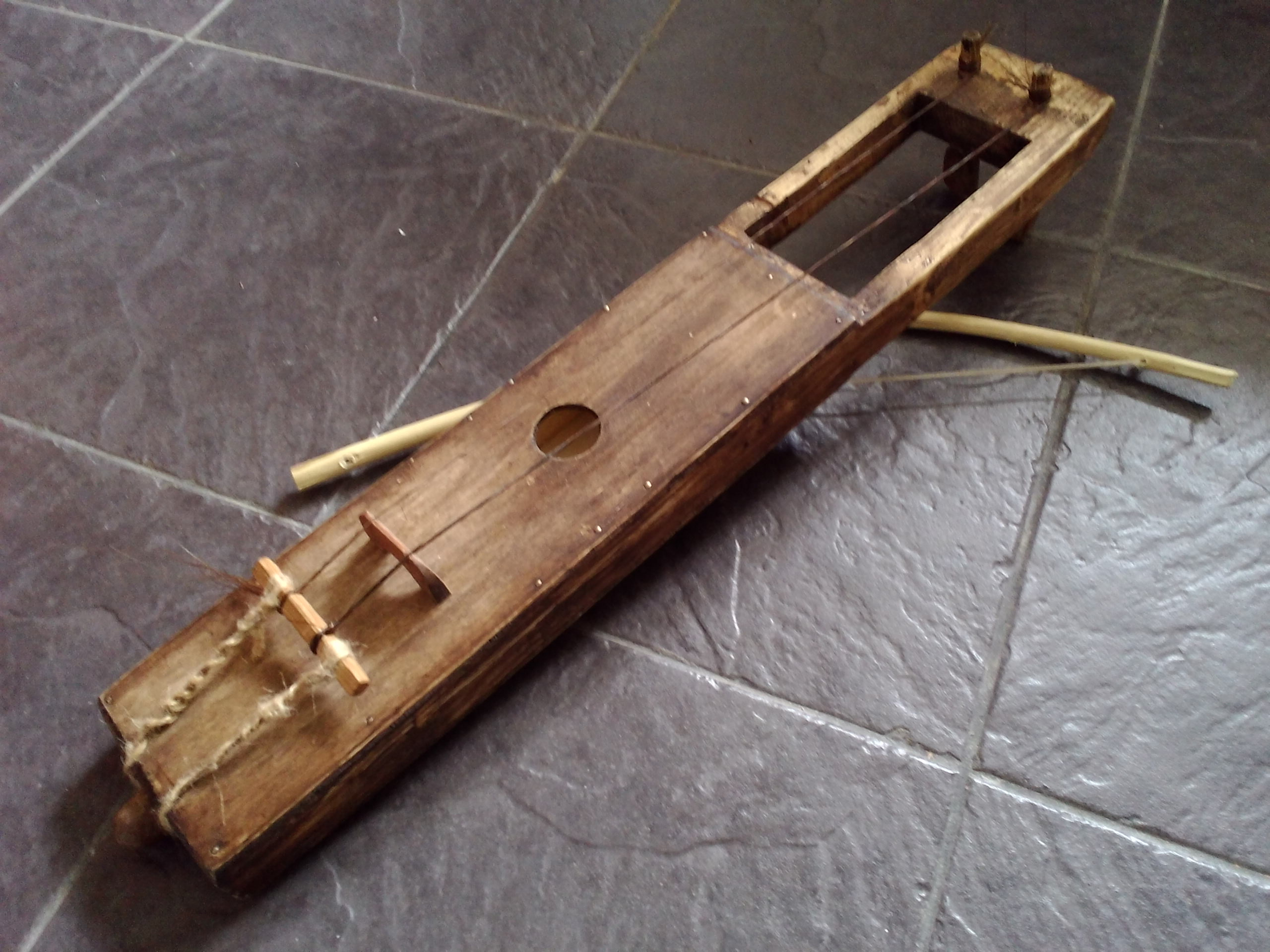
Nachbau der verschwundenen zweisaitigen Kastenleier gue der Shetland-Inseln.

Rußwurm erläutert 1855 die Wortzusammensetzung:

„Die Tannenharfe, tall-harpa, von tall, Tanne, oder Pferdehaar-Harfe, von tâl, tâgel – Pferdehaar, welches in Zusammensetzungen verkürzt werden kann. Die Saiten waren nämlich zuweilen aus gedrehten Pferdehaarschnüren, wie sie noch jetzt die Kinder zu diesem Zwecke gebrauchen, gemacht.“

Andersson vermeidet die Ableitung tall, schwedisch „Kiefernholz“, bezüglich der für den Korpus verwendeten Holzart, und hält nur tal von tagel, „Pferdehaar“, aus dem die Saiten hergestellt werden, für überzeugend. Der Wortbestandteil tal bezieht sich demnach allein auf das Saitenmaterial, nicht auf den verwendeten Streichbogen, der ebenfalls aus Pferdehaar besteht. Der von Andersson eingeführte Name stråkharpa, „Streichharfe“, zielt auf die besondere Spielweise ab und ist eine parallele Wortbildung zu Finnisch jouhikantele („Streich-Psalter“), von jouhi („Pferdehaar“) und der Wortgruppe kantele (entsprechend in Estland kannel, in Karelien kandele, in Lettland kokle und in Litauen kankles).
Harpa, Althochdeutsch harpha, das auf das gemeingermanische *harpō zurückgeht, ist mit der heutigen Schreibweise Harfe (englisch harp) ein bestimmter Instrumententyp. Ob Venantius Fortunatus, der im 6. Jahrhundert mit dem lateinischen barbarus harpa das Wort erstmals in einem musikalischen Zusammenhang erwähnte, eine Harfe, eine Leier oder ein anderes Instrument meinte, ist unklar. Die Harfe erschien in Europa zunächst im 8. Jahrhundert auf den Britischen Inseln, aber erst im späten Mittelalter wurde harpa dort zu einer eindeutigen Bezeichnung für eine bestimmte Harfenform. Ab Anfang des 12. Jahrhunderts galt die Harfe als Nationalinstrument von Irland.
Das germanische *harpō wird auf die indogermanische Wurzel (s)kerb(h) für „sich drehen“, „krümmen“ zurückgeführt. Damit ist entweder die runde Form des Instruments oder die Spielweise gemeint, da – verbunden mit latein. carpere, „zupfen“ – die Saiten mit gekrümmten Fingern gezupft werden. Auch weitere Herleitungen verweisen auf die gezupfte Spielweise der Harfe und anderer Saiteninstrumente. Im Mittelalter wurde harper als „jemand, der ein Saiteninstrument spielt“ verstanden. Andersson (1970) sucht nun Hinweise, dass harp auch für Streichinstrumente verwendet worden sein konnte und zitiert den dänischen Sprachforscher und Volkskundler Peder Syv (1631–1702) mit dem Sprichwort „En ond harper skraber altid paa den gamle streng“ („Ein schlechter harper kratzt/schabt immer auf der alten Saite“). Darüber hinaus ist die nyckelharpa (schwedisch, „Tasten-Harfe“, im Deutschen „Schlüsselfiedel“) ein spätestens seit dem 15. Jahrhundert von Abbildungen bekanntes Streichinstrument, dessen Saiten über Tasten verkürzt werden. Eine frühe Form dieser besonderen Fiedel mit einer Melodiesaite und wenigen Bordunsaiten war als enkelharpa („Einzel-Harfe“) bekannt.

Der finnische Name jouhikantele kommt vermutlich zum ersten Mal in Daniel Juslenius’ finnisch-lateinisch-schwedischem Wörterbuch von 1745 in diesen zwei Zeilen vor:
Candele, instrumentum musicum, harpa

Candelen jousi, plectrum, stråka.
Beim zweimaligen kantele muss sich, Andersson zufolge, die untere Zeile auf das gestrichene Psalterium beziehen, wobei noch das lateinische plectrum erklärungsbedürftig ist. Darunter wird heute ein Plättchen als Hilfsmittel zum Zupfen der Saiten verstanden, Andersson findet jedoch einzelne Belegstellen für die mehrheitlich nicht akzeptierte Ansicht, dass plectrum auch einen Streichbogen bezeichnet haben könnte. Ebenfalls hält er es für eine offene Frage, ob das in der altenglischen Dichtung Beowulf (8. Jahrhundert) erwähnte Saiteninstrument gezupft oder gestrichen wurde. Immerhin bedeutet im alten Dialekt der Schweden in Estland das Verb slå „schlagen“, also steht slå harpa für „die Harfe spielen“, obwohl die gestrichene Leier gemeint ist. Im Schwedischen bedeutet stryka „mit einem Bogen schlagen“. Dies könnte erklären, weshalb Juslenius in seinem Wörterbuch den Bogen der jouhikantele auf Latein mit plectrum übersetzt. Jedenfalls war dies Anderssons Überlegung zur Einführung des Namens stråkharpa.
Außer bei talharpa, stråkharpa und jouhikantele findet sich die Wortkombination nach dem Muster „Streichleier“ (englisch bowed lyre) in skandinavischen Sprachen im norwegischen Wort haar-gie oder hårgie für ein Streichinstrument, wie es in der Kathedrale von Trondheim an der – namenlosen – Skulptur dargestellt ist. Die haar-gie („haarige giga“, mit giga zu Geige in der Bedeutung „[den Bogen] vor- und zurückbewegen“, das auch in nyckelgiga, eine Variante von nyckelharpa vorkommt) wurde im 17. Jahrhundert erwähnt und verschwand in Norwegen vor dem 19. Jahrhundert. Das Wort giga ist mit gue verwandt, wie eine bis ins 19. Jahrhundert auf den Shetland-Inseln gespielte zweisaitige Kastenleier hieß, von der ein Abkömmling als tautirut bis zu den Inuit nach Kanada gelangte. In Estland wurde die talharpa auch rootsi kannel („Schweden-kannel“, gemeint „fremdländische kannel“) genannt.

## Bauform

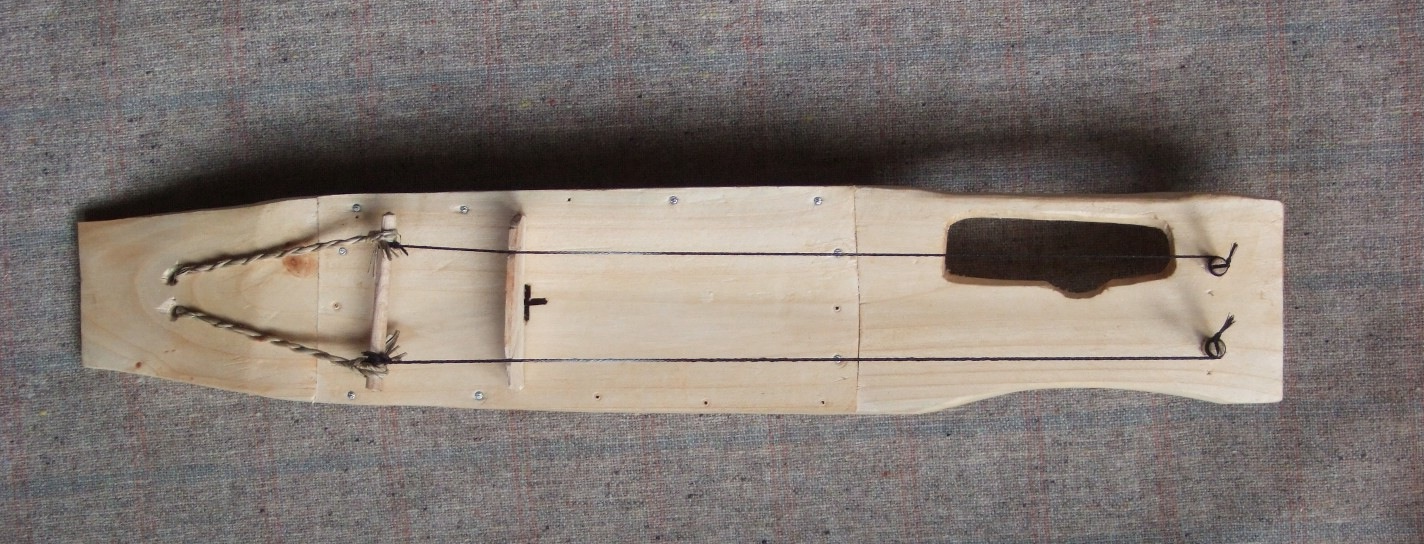
Jouhikko mit kleiner Öffnung

Die finnische jouhikko und die schwedisch-estnische talharpa unterscheiden sich im Wesentlichen nur durch die Form der Öffnung. Die dreisaitige jouhikko besitzt einen langrechteckigen Korpus mit gerundeten Ecken und leicht ausgebauchten oder taillierten Längsseiten. Die schmale Öffnung befindet sich am oberen Ende an der rechten Längsseite, sodass nur eine oder zwei der Saiten von unten mit den Fingern der linken Hand zu greifen sind. Die talharpa hat eine wesentlich größere, ungefähr quadratische Öffnung mit schmalen symmetrischen Jocharmen an den Seiten, sodass alle vier Saiten mit den Fingern von unten erreichbar sind. Der Korpus der talharpa ist entweder ein langrechteckiger Kasten mit einem integrierten Joch oder mit einem seitlich etwas überstehenden und nach außen gekrümmten Joch. Eine talharpa-Variante hat einen violinenförmigen Korpus einschließlich der f-Löcher in der gewölbten Decke, der um eine schräg nach außen führende Jochkonstruktion verlängert wird. Otto Andersson (1923) führt zwar noch einen dritten Typ mit zwei länglichen Öffnungen nebeneinander an, dabei handelt es sich jedoch lediglich um Instrumente, die der finnische Musiker Juho Villanen (1846–1927) aus Savonranta anfertigte, um durch die zusätzliche Öffnung Gewicht zu sparen.
Die talharpa ist mit üblicherweise vier Saiten aus Pferdehaar, Darm oder Draht bespannt, die von einem Saitenhalter bis zu hinterständigen Holzwirbeln am Joch führen. Der sichelförmige Steg mit Einschnitten zur Saitenführung steht ungefähr in der Mitte auf der Decke, in die ein bis zwei kleine Schalllöcher eingeschnitten sind. Der runde, aus einem dünnen Zweig gefertigte Streichbogen ist nur lose mit Pferdehaar bezogen, das während des Spiels mit drei Fingern gestrafft wird.
Tiefer und voluminöser klingende Neukonstruktionen sind talharpa mit drei Saiten im Format eines Cellos (bass tagelharpa oder tagelharpa cello) und mit zwei Saiten im Format eines Kontrabasses (tagelharpa gran bassa).

## Spielweise

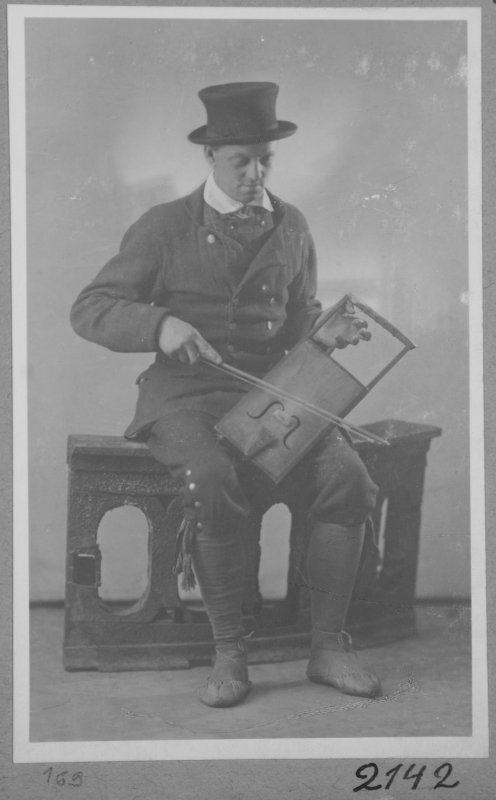
Talharpa-Spieler in Estland, 1920er Jahre.

An der Skulptur der Trondheim-Leier ist ein flacher Steg erkennbar, woraus folgt, dass mit dem Bogen über alle Saiten zugleich gestrichen wurde. Der Spieler erzeugte auf der ersten Saite die Melodie und auf den übrigen Borduntöne. Bei dieser traditionellen Spielweise der jouhikko und talharpa greift der Spieler von unten durch die Öffnung und berührt mit der Fingerkuppe oder dem Fingernagel seitlich die Melodiesaite wie um einen Flageolettton zu erzeugen. Diese Methode ist auf einer derart alten und stabilen Tradition gegründet, dass sie auch auf die Streichleiern mit dem Korpus einer modernen Violine übertragen wurde. Schultz-Bertram (1860) berichtet über die Spielweise im 19. Jahrhundert der zur Liedbegleitung verwendeten finnischen jouhikko. Bei dem zweisaitigen Instrument wurde mit vier Fingern nur die F-Saite gegriffen, nicht die eine Quarte tiefere C-Saite: Die Berührung mit dem kleinen Finger ergab den Oktavton c, mit dem Ringfinger b, mit dem Mittelfinger a und mit dem Zeigefinger g. Die Töne d und e dieser Oktave fehlten. Er fügt hinzu: „Solche Harfenspieler haben auf den Fingerrücken der linken Hand warzenförmige Schwielen.“ Die Schwielen an den Fingern fand Otto Andersson auch bei den talharpa-Spielern der Insel Vormsi Anfang des 20. Jahrhunderts. Die talharpa wurde damals nur von Männern gespielt, von denen die meisten zur See fuhren und von daher kräftige raue Hände hatten.
Laut Andersson waren die vier Saiten in Quintabständen gestimmt, beispielsweise e2–a1–d1–G. Anderen Autoren zufolge ist das Intervall zwischen der dritten und der vierten Saite unklar. Bei der talharpa wurden die oberen beiden Saiten zur Melodiebildung verwendet und die anderen ergaben tiefe Borduntöne. Die talharpa des Musikers Georg Bruus auf der Insel Hiiumaa, von dem Otto Andersson 1908 die ersten Tonaufzeichnungen mit estnischer Musik machte, besaß drei Violinensaiten und als vierte vermutlich eine Saite aus gedrehtem Pferdehaar. Letztere ist auf den Tonaufzeichnungen nicht zu hören, die anderen Saiten waren auf a1–d1–G gestimmt. Heute ist die übliche Stimmung in Estland e2–a1–d1–d1, das heißt, die beiden Bordunsaiten sind unisono gestimmt. Die Volksliedmelodien für talharpa werden überwiegend in D-Dur notiert.
Der Musiker sitzt beim Spielen idealerweise aufrecht auf einem Stuhl mit rechtwinkligen Knien und parallelen Beinen. Die talharpa positioniert er parallel zum Oberkörper zur linken Seite geneigt auf den Oberschenkeln und fixiert sie mit Daumen und Zeigefinger der linken Hand am oberen Jocharm. Der Daumen bleibt immer außen, während sich die vier Finger zwischen dem Jocharm und der ersten Saite oder zwischen der ersten und zweiten Saite bewegen. Mit den Fingern ist es möglich, die erste, die zweite oder beide Saiten zugleich zu verkürzen. Bei der Anfang des 20. Jahrhunderts bevorzugten Spieltechnik lag der Zeigefinger durchgängig an der ersten Saite, falls er nicht für die zweite Saite benötigt wurde, während die übrigen Finger die zweite Saite griffen.
Der Bogen wird wie ein Kugelschreiber in der rechten Hand geführt. Mittelfinger und Ringfinger greifen zwischen Bogenstange und Bespannung. Eine stark gebogene Stange und eine variable Spannung der Haare erleichtern das Streichen aller vier Saiten bei einem runden Steg und begünstigen federnde schnelle Bogenbewegungen. Diese sind erforderlich, weil die talharpa ein relativ leises Instrument ist, das aber hauptsächlich in der Tanzmusik eingesetzt wird. Der Musiker spielt daher jeden Ton mit einem neu angesetzten Bogenstrich.
Einer Beschreibung von 1922 zufolge begleitete die talharpa Lieder und Tänze, sie war das beliebteste Instrument bei Hochzeiten und gehörte zum zeremoniellen ersten Auftritt der Braut vor den Hochzeitsgästen. Bei den Festen mussten keine professionellen Musiker engagiert werden, weil sich immer genug Leierspieler unter den Gästen fanden, die nacheinander musizierten. Während der gesamten Weihnachtszeit wurde die talharpa häufig daheim im Familienkreis gespielt und im Sommer trafen sich junge Leute zum gemeinsamen Leierspiel in den Wäldern oder Weidegebieten.

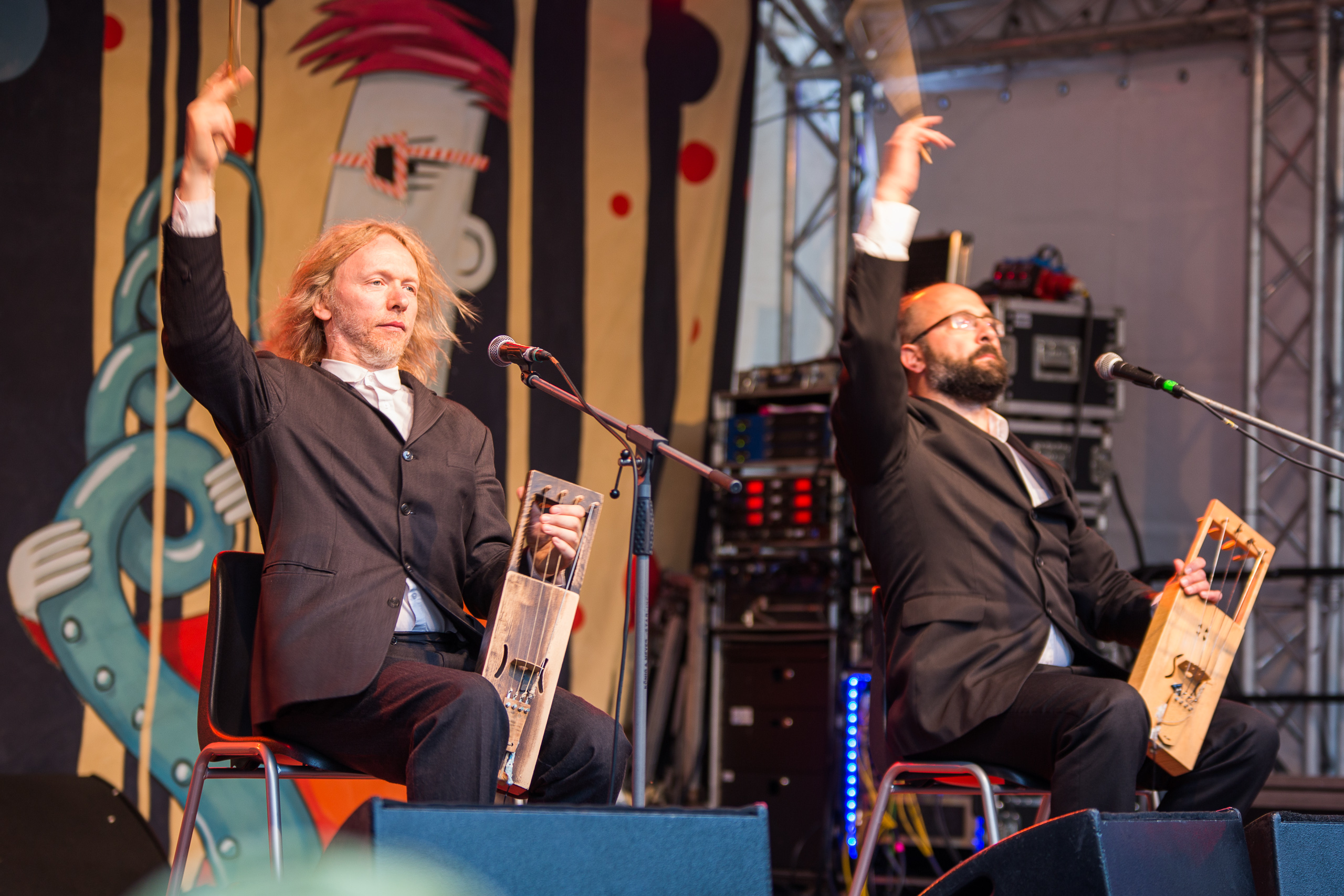
Duo Puulup mit zwei talharpa beim Rudolstadt-Festival 2018

Zu den bekanntesten talharpa-Spielern aus dem 19. Jahrhundert und frühen 20. Jahrhundert gehören Hans Renqvist (1849–1906) und Anders Ahlström (1873–1959). Renqvist war ein Bauer und Fischer im Dorf Borrby auf Vormsi. In den 1870er Jahren verweigerte er sich der religiösen Kulturzerstörung und spielte weiterhin die alten Melodien. Otto Andersson (1923) hebt seine ungewöhnliche, aber leichtgängige Grifftechnik der linken Hand hervor, weil er die Saiten mit der Innenseite der Finger verkürzte. Ahlström war ein Schmied aus Borrby. Während des Zweiten Weltkriegs wurde er wie die meisten Estlandschweden nach Schweden ausgesiedelt, wo er in Stockholm lebte.
Der in Stockholm geborene Stybjörn Bergelt (1939–2006) studierte an der Königlich Schwedischen Musikakademie und wirkte in mehreren Orchestern für klassische Musik mit. Ab den 1960er Jahren interessierte er sich für Volksmusik und spielte in den 1970er Jahren in schwedischen Volksmusikgruppen die Kerbflöte spilåpipa und talharpa. Im Jahr 1974 traf er den talharpa-Hersteller und Musiker Johannes Österberg aus Vormsi, der ihm die alten Melodien und Spieltechniken beibrachte. Marie Selander, Styrbjörn Bergelt und Susanne Broms veröffentlichten 1976 die Langspielplatte Å än är det glädje å än är det gråt. Sie enthält die ersten Aufnahmen moderner schwedischer Volksmusik mit traditionellen Instrumenten wie talharpa, nyckelharpa und sälgflöjt (Obertonflöte, in Norwegen seljefløyte). Besonders bekannt wurde Bergelts LP Tagelharpa och videflöjt von 1979, die den Preis für die beste schwedische Volksmusikproduktion des Jahres 1980 erhielt. 1982 wurde Bergelt der erste riksspelman („Staatsinstrumentalist“) für talharpa, ein jährlich vergebener Titel für Musiker. Bergelt war ein Vorbild für viele skandinavische Musiker und Forscher, die durch ihn angeregt wurden, sich mit der talharpa zu beschäftigen.
Auf der Insel Vormsi werden regelmäßig Workshops und Festivals für talharpa und andere Instrumente der estnischen Volksmusik veranstaltet. Hier trat auch das estnische Duo Puuluup auf, das mit elektrisch verstärkten talharpa, Gesang und mit dem Einsatz von Loops eine Mischung aus moderner estnischer Volksmusik und Popmusik erzeugt. Die estnischen Songtexte sind häufig satirisch und erzählen kleine, skurrile Alltagsgeschichten. Damit gastierte Puuluup auch beim Rudolstadt-Festival 2018, bei dem der Länderschwerpunkt Estland war.